# Batocera victoriana
Batocera victoriana là một loài bọ cánh cứng trong họ Cerambycidae.